# Karwendel mit Isar
Karwendel mit Isar este o arie protejată (arie de protecție specială avifaunistică — SPA) din Germania întinsă pe o suprafață de 19.590 ha, integral pe uscat.

## Localizare
Centrul sitului Karwendel mit Isar este situat la coordonatele 47°29′26″N 11°20′36″E / 47.4906°N 11.3433°E.

## Înființare
Situl Karwendel mit Isar a fost declarat arie de protecție specială avifaunistică în septembrie 2006 pentru a proteja 23 de specii de animale.

## Biodiversitate
Situată în ecoregiunea alpină, aria protejată nu include niciun habitat protejat.
La baza desemnării sitului se află mai multe specii protejate de  păsări (23): fluierar de munte (Actitis hypoleucos), minunița (Aegolius funereus), potârnichea de stâncă (Alectoris graeca), fâsă de pădure (Anthus spinoletta), acvilă de munte (Aquila chrysaetos), cocoșul de mesteacăn (Bonasa bonasia), buha (Bubo bubo), Carduelis citrinella, ciocănitoare cu spate alb (Dendrocopos leucotos), ciocănitoare neagră (Dryocopus martius), Falco peregrinus peregrinus, muscar (Ficedula parva), ciuvică (Glaucidium passerinum), Lagopus mutus helveticus, Mergus merganser merganser, pietrar sur (Oenanthe oenanthe), viespar (Pernis apivorus), pitulice de munte (Phylloscopus bonelli), ciocănitoare de munte (Picoides tridactylus), ciocănitoare verzuie (Picus canus), Prunella collaris, cocoșul de mesteacăn (Tetrao tetrix tetrix),  cocoș de munte (Tetrao urogallus).
Pe lângă speciile protejate, pe teritoriul sitului au mai fost identificate 2 specii de păsări.